# Karsten Jaskiewicz
Karsten Jaskiewicz (* 19. Mai 1990 in Paderborn) ist ein deutscher Schauspieler.

## Biografie
Karsten Jaskiewicz absolvierte 2012 seine Schauspielausbildung am Deutschen Zentrum für Schauspiel und Film unter der Leitung von Arved Birnbaum.
2012 spielte er die Hauptrolle des Frederick im Spielfilm Young and Wild, dem Spielfilmdebüt seines langjährigen Freundes Felix Maxim Eller, zudem übernahm er die Produktion. Der Film wurde 2014 beim Max-Ophüls-Preis uraufgeführt.
2013 stand Jaskiewicz unter anderem als Manuel Neumann in mehreren Folgen der RTL-Soap Unter uns vor der Kamera, 2016 war er in der Fernsehverfilmung des Romans Aufbruch von Regisseurin Hermine Huntgeburth zu sehen.

## Filmografie
- 2011: minimal (Kurzfilm)
- 2011: Online Secrets
- 2011: Lindenstraße
- 2013: Zahlen Bitte! (Kurzfilm)
- 2013: Unter uns
- 2014: Young and Wild
- 2014: Großstadtrevier
- 2016: Discocalypse
- 2016: Aufbruch
- 2018: All Eyes on You
- 2018: Tatort: Der Turm
- 2021: Tatort: Wie alle anderen auch
- 2022: SOKO Köln (Fernsehserie, Folge Fetter Fang)